# Ladzany
Ladzany – wieś (obec) na Słowacji położona w kraju bańskobystrzyckim, w powiecie Krupina. Pierwsze wzmianki o miejscowości pochodzą z roku 1233.
Według danych z dnia 31 grudnia 2012, wieś zamieszkiwało 298 osób, w tym 145 kobiet i 153 mężczyzn.
W 2001 roku rozkład populacji względem narodowości i przynależności etnicznej wyglądał następująco:
- Słowacy – 98,13%
- Czesi – 1,25%
- Polacy – 0,31%

Ze względu na wyznawaną religię struktura mieszkańców kształtowała się w 2001 roku następująco:
- Katolicy rzymscy – 35%
- Ewangelicy – 56,88%
- Ateiści – 4,69%
- Nie podano – 3,13%